# Enzo Fernández (labdarúgó, 2001)
Enzo Jeremías Fernández (San Martín, 2001. január 17. –) világbajnok argentin válogatott labdarúgó, a Chelsea játékosa.

## Pályafutása

### Klubcsapatokban
A Club La Recova és a River Plate korosztályos csapataiban nevelkedett. 2019. január 27-én nevezte először Marcelo Gallardo a felnőtt keret kispadjára a Club Atlético Patronato elleni bajnoki mérkőzésen. Március 4-én debütált az LDU Quito elleni Copa Libertadores mérkőzésen Santiago Sosa cseréjeként. 2020 februárjában kölcsönbe került a Defensa y Justicia csapatához. Szeptember 18-án mutatkozott be a Delfín SC elleni Copa Libertadores mérkőzésen. A szezon során megnyerték a Copa Sudamericana-t.
2022. június 23-án a portugál Benfica 18 millió eurót szerződtette, valamint jövőbeli eladási összegének 25 százaléka pedig nevelőcsapatát illeti majd meg. Augusztus 2-án góllal mutatkozott be az UEFA-bajnokok ligája selejtezőjében a dán Midtjylland ellen.
2023. január 31-én a Chelsea 121 millió euróért szerződtette 2031 nyaráig. Minden idők legdrágább argentin játékosa és a kontinens harmadikja, Neymar és Philippe Coutinho mögött. A Premier League történetének legdrágább igazolása is ő lett.

### A válogatottban
2022. szeptember 24-én mutatkozott be Honduras ellen a 64. percben Leandro Paredes cseréjeként. Novemberében a 2022-es labdarúgó-világbajnokságra utazó keret tagja lett. November 26-án szerezte első gólját a felnőttcsapatban a csoportkör második mérkőzésén Mexikó ellen.

## Statisztika

### A válogatottban
2022. december 18-i adatok alapján
| Válogatott | Év     | Pályára lépés | Gól |
| ---------- | ------ | ------------- | --- |
| Argentína  | 2022   | 10            | 1   |
| Argentína  | 2023   | 2             | 1   |
| Összes     | Összes | 10            | 1   |

## Sikerei, díjai

### Klubcsapatokkal
River Plate
- Argentin bajnok: 2021

 Defensa y Justicia
- Copa Sudamericana: 2020
- Recopa Sudamericana: 2021

### A válogatottal
Argentína
- Labdarúgó-világbajnokság: 2022

Egyéni
- Labdarúgó-világbajnokság – Legjobb fiatal játékos: 2022